# Белма Шмрковић
Белма Шмрковић (Сјеница, 14. август 1990) је српска репрезентативка у скијашком трчању. Чланица је Скијашког клуба Јеланак из Сјенице.
Белма Шмрковић, је завршила гимназију у Сјеници и 2009. године уписала факултет за математику и физику на департману за математичке, физичке и инфоматичке науке Државног универзитета у Новом Пазару.
Скијање је почела да тренира 1999. године а први тренер са којим је тренирала и који ју је научио прве кораке на скијама био је њен отац Аднан Шмрковић. Такмичи се од 2003. године.
Прво учешће Белме Шмрковић је било светско првенство у нордијском скијању 2009. године у Либерец. Такмичила се у дисцилини спринт слободно и заузела 90 место.
Учествовала је на Зимским олимпијским играма 2010. у Ванкуверу. Такмичила се у дисциплини скијашког трчања на 10 км слободно и заузела последње 77 место. 
Једину победу је постигла 2008. на такмичењу у Крушеву, у Македонији
Белма Шмраковић је висока 1,74 м, а тешка 64 кг.